# گمینا پووژنگتسا
گمینا پووژنگتسا (به لهستانی:  Gmina Płużnica) یک گمینا در لهستان است که در شهرستان وومبژژنو واقع شده‌است. گمینا پووژنگتسا ۱۱۹٫۳۳ کیلومتر مربع مساحت و ۴٬۹۷۰ نفر جمعیت دارد.